# Valdir (1931–2020)
Valdir, właśc. Valdir Joaquim de Moraes (ur. 23 stycznia 1931 w Porto Alegre, zm. 11 stycznia 2020 tamże) – brazylijski piłkarz, występujący na pozycji bramkarza.

## Kariera klubowa
Karierę piłkarską Valdir rozpoczął w klubie Renner Porto Alegre w 1954 roku. Z Renner zdobył mistrzostwo stanu Rio Grande do Sul – Campeonato Gaúcho w 1954 roku. Po likwidacji Renner Valdir został zawodnikiem SE Palmeiras. Z Palmeiras zdobył mistrzostwo stanu São Paulo – Campeonato Paulista w 1959, 1963 i 1966, Taça Brasil w 1960 i 1967 oraz Torneio Rio-São Paulo w 1965 roku. W barwach Palmeiras rozegrał 482 spotkania. Potem występował jeszcze w Cruzeiro Porto Alegre i SC Internacional, w którym zakończył karierę w 1970.

## Kariera reprezentacyjna
W reprezentacji Brazylii Valdir zadebiutował 13 marca 1956 w wygranym 7-1 meczu z reprezentacją Kostaryki podczas Mistrzostw Panamerykańskich, które Brazylia wygrała. Na turnieju w Meksyku wystąpił w dwóch meczach z Kostaryką i Argentyną. Później miał dziewięcioletnią przerwę w grze w kadrze, do której wrócił 2 czerwca 1965 w meczu z reprezentacją Belgii. Ostatni raz w reprezentacji Valdir wystąpił 7 września 1965 w wygranym 3-0 towarzyskim meczu z reprezentacją Urugwaju.